# ایوگنی داویدوف
ایوگنی داویدوف (روسی: Евгений Витальевич Давыдов؛ زادهٔ ۲۷ مهٔ ۱۹۶۷) بازیکن هاکی روی یخ اهل روسیه بود.